# Soldano
Soldano (en ligur Soudàn) és un comune italià, situat a la regió de la Ligúria i a la província d'Imperia. El 2015 tenia 977 habitants.

## Geografia
Té una superfície de 3,47 km² i la frazione de San Martino. Limita amb Perinaldo, San Biagio della Cima i Vallebona.

## Evolució demogràfica
| Gràfica d'evolució de Soldano entre 1861 i 2011 |
|                                                 |
| Font: ISTAT                                     |